# Forsthaus Neuhof
Das Forsthaus Neuhof ist ein ehemaliges Forsthaus in der Gemarkung der rheinland-pfälzischen Gemeinde Achtelsbach und gehört zu den Kulturdenkmälern der Gemeinde. Es wurde 1855 an der Stelle einer herrschaftlichen Gutsanlage errichtet, von der es seinen Namen erhielt, und ist eine der ältesten Bauten der oldenburgischen Forstverwaltung.

## Lage
Das Forsthaus liegt nordwestlich des Ortes südlich des Friedrichskopfes unterhalb des so genannten Tirolersteins. Es steht an der Stelle einer ehemaligen Hofanlage. Deren Erbpächter sind seit dem 18. Jahrhundert überliefert, das Anwesen selbst blieb nicht erhalten.

## Beschreibung
Der schlichte Bau gliedert sich in zwei Hälften, westlich ein Wohn- und Wirtschaftsgebäude für den Förster, östlich Wohnung für zwei Forstanwärter. Er wurde in Fachwerkbauweise errichtet. Die Traufseite ist durch sechs Achsen strukturiert, das Obergeschoss weitgehend mit Schiefer verkleidet.
Zugehörig ist ein an der Südseite vorgebautes Ökonomiegebäude.